# Anthohydra psammobionta
Anthohydra psammobionta är en nässeldjursart som beskrevs av Luitfried von Salvini-Plawen och Rao 1973. Anthohydra psammobionta ingår i släktet Anthohydra och familjen Olindiasidae.
Artens utbredningsområde är Indiska oceanen. Inga underarter finns listade i Catalogue of Life.